# جياني دي
جياني دي (21 ديسمبر 1940 - 19 أكتوبر 2020)، هو ممثل ومغني إيطالي.

## الحياة و العمل
ولد في بولونيا، بعد أن أنهى دراسته الثانوية انتقل إلى روما لمتابعة مهنة التمثيل، ظهر لأول مرة عام 1960 في دور ثانوي في فيلم Run with the Devil، بعدها ظهر عام 1967 في الكوميديا الرومانسية في فيلم c'è una certa Giuliana per te، تميزت حياته المهنية فيما بعد بالعديد من الأدوار الرئيسية الأخرى، ولكن دائمًا في أفلام الدرجة الثانية والأفلام منخفضة الميزانية، لا سيما دور البطولة في فيلم الرعب Patrick Still Lives، وفي أواخر الثمانينيات اشتهر كمغني بوب.

## روابط خارجية
- جياني دي في قاعدة بيانات الأفلام على الإنترنت